# TrueVisions
TrueVisions – tajlandzki dostawca telewizji satelitarnej i kablowej z siedzibą w Bangkoku.
TrueVisions działa od 1998 roku i jest dominującym dostawcą płatnej telewizji w kraju. Oprócz tego jest to lokalny producent i nadawca kanałów telewizyjnych.